# Podolszczyzna
Podolszczyzna – dawny majątek. Tereny na których leżał znajdują się obecnie na Białorusi, w obwodzie witebskim, w rejonie szarkowszczyńskim, w sielsowiecie Hermanowicze.

## Historia
W czasach zaborów ówczesny folwark w powiecie dzisieńskim, w guberni wileńskiej Imperium Rosyjskiego. Pod koniec XIX wieku własność Włodzimierza Szyryna, syna Jana.
W latach 1921–1945 folwark a następnie majątek leżał w Polsce, w województwie wileńskim, w powiecie dziśnieńskim, w gminie Hermanowicze.
Według Powszechnego Spisu Ludności z 1921 roku zamieszkiwało tu 65 osób, 64 były wyznania rzymskokatolickiego a 1 prawosławnego. Jednocześnie 41 mieszkańców zadeklarowało polską a 24 białoruską przynależność narodową. Było tu 6 budynków mieszkalnych. W 1931 w 6 domach zamieszkiwało 59 osób.
Wierni należeli do parafii rzymskokatolickiej w Hermanowiczach i prawosławnej w Ihumenowie. Miejscowość podlegała pod Sąd Grodzki w Łużkach i Okręgowy w Wilnie; właściwy urząd pocztowy mieścił się w Hermanowiczach.
W okresie międzywojennym majątek należał do rodziny Szyrynów. W nocy z 1 na 2 lipca 1924 roku w napadzie rabunkowym zginął właściciel majątku Jan Szyryn. Na cmentarzu żołnierskim pochowano pięciu żołnierzy 30 pułku Strzelców Kaniowskich, którzy polegli w potyczce z bolszewikami 6 czerwca 1920 roku, mjr Władysława Dąbrowskiego oraz Jana Szyryna.